# Traforo del Cornello
Il traforo del Cornello è un traforo stradale a canna unica, parzialmente iniziato nel tratto marchigiano, situato nell'Appennino umbro-marchigiano, quasi al confine con l'Umbria. La sua costruzione rientra nel più ampio progetto di un collegamento di sei chilometri, giudicato strategico per l’attraversamento interregionale Marche-Umbria. Oltre a migliorare notevolmente la viabilità locale, l'infrastruttura costituirebbe il punto nodale di un asse oggi mancante tra il versante adriatico e quello umbro di questa parte dell'Italia centrale ed è essenziale per lo sviluppo dei comuni dell'alta vallata del Potenza.

## Caratteristiche e ubicazione
La galleria ha inizio sul versante marchigiano nel territorio del comune di Fiuminata (MC), in località poggio Sorifa di Fiuminata; l'opera che collegherebbe il versante umbro della dorsale appenninica a quello marchigiano, passando per Nocera Umbra dopo un percorso di 700 metri si interrompe. La galleria come pure il viadotto d'accesso, costati 6 miliardi di lire dell'epoca (1994) e stimabili in almeno 12 milioni di euro attuali (2011), sono inutilizzati. La galleria nei progetti redatti sarebbe dovuta terminare nello svincolo Flaminia Nuova, località Poggio Parrano di Nocera Umbra e innestarsi nella Strada statale 3 Via Flaminia.

## Storia e progetti futuri
Il progetto è stato approvato nel 1990 dal consiglio di amministrazione dell'ANAS, il progetto esecutivo del traforo prevedeva due lotti, uno per l'Umbria (di 3.100 metri) e l'altro per le Marche (900 metri); l'opera viene appaltata nel 1993, la parte di traforo marchigiana è stata realizzata per 500 metri prima che i lavori si interrompessero. I lavori della parte umbra, che comprenderebbero la realizzazione del raccordo con la Flaminia e il completamento della galleria, non sono partiti, nonostante il parere favorevole dato nel 1999 dalla Regione sull'impatto ambientale e l'approvazione, sempre nel ‘99, del progetto esecutivo da parte del ministero dei Lavori pubblici. Il traforo rappresenterebbe per Nocera Umbra una via di collegamento diretta con le Marche. Non esistono al momento progetti di completamento dei lavori. Attualmente (2022) l'opera può essere considerata un'incompiuta.